# Teodosi II de Constantinoble
Teodosi II de Constantinoble (en grec Θεοδόσιος Β') de nom laic Cristianopulos (Χριστιανόπουλος) va ser patriarca de Constantinoble de l'any 1769 al 1773.
Va néixer a Creta, i va ser abat de la Catedral patriarcal de Sant Jordi a Istanbul. Més tard va ser bisbe de Ièrissos (1765-1767) i metropolità de Tessalònica (1767-1769). Va ser elegit patriarca l'11 d'abril de 1769, en un moment delicat, quan els cristians que vivien a l'Imperi Otomà eren perseguits després de la sortida de les forces russes a l'inici de la Revolta d'Orlov. Molts clergues i també l'antic patriarca Serafí II havien animat als fidels a prendre part a la revolta. El sultà otomà va reprimir les manifestacions dels ortodoxes. Teodosi va aconseguir de salvar els monestirs del Mont Athos de la demolició i amb l'ajuda econòmica de molts cristians va poder alliberar una gran quantitat de captius.
Per la seva intervenció, el Patriarca de Jerusalem va aconseguir que els llocs de culte de Terra Santa es mantinguessin sota control de l'Església Ortodoxa tot i els esforços de l'Església Catòlica per controlar-los.
El 16 de novembre de 1773 per les pressions del metropolità de Prussa, es va veure obligat a dimitir, i es va exiliar a Heybeliada, a les Illes dels Prínceps. L'any 1776, completament cec, va tornar a Constantinoble on va viure fins a la seva mort.